# Christel Poll
Christel Poll (* 9. März 1914 in Bielefeld; † 21. Mai 1992 ebenda) war eine deutsche Künstlerin und ein Gründungsmitglied der Kunststiftung Poll. Sie war zudem ordentliche Professorin für Bildende Kunst und ihre Didaktik an der GHS Paderborn und lehrte Malerei, Mosaik und Glasfenster.

## Leben
Christel Poll wurde 1914 in Bielefeld als jüngstes von sieben Kindern geboren. Ihr Vater war Lehrer und Konrektor. Nach dem Abitur studierte Poll von 1934 bis 1935 an der Werkkunstschule Bielefeld bei Karl Muggly und von 1935 bis 1938 an der Kunsthochschule Berlin bei Georg Schrimpf und Bernhard Hasler. 1938 machte sie das Staatsexamen für das künstlerische Lehramt. Von 1935 bis 1945 führte sie mit ihrem Bruder Hermann Poll ein Gemeinschaftsatelier in der Trabener Straße in Berlin-Grunewald. Ab 1938 unternahm sie zahlreiche Italien-Reisen mit regelmäßigen Studienaufenthalten in Palinuro, Ponza und auf Ischia. Dort begegnete Christel Poll den Malern Eduard Bargheer, Werner Gilles, Max Peiffer Watenphul und Berthold Müller-Oerlinghausen. 1947 erhielt Poll einen Lehrauftrag an der Pädagogischen Hochschule Paderborn. Ab 1949 führte sie ein Atelier in der Bielefelder Uhlandstraße. 1952 wurde sie Mitglied in der Künstlergruppe Junger Westen. 1957 erhielt sie eine Professur für Bildende Kunst an der Pädagogischen Akademie in Paderborn. 1972 wurde Poll Mitglied im  Westdeutschen Künstlerbund. 1987 zählte sie zu den Gründungsmitgliedern der Kunststiftung Poll in Berlin. Christel Poll starb 1992 in ihrem Wohnort Bielefeld.

## Werk
Ausgehend von der Malerei ihres Lehrers Georg Schrimpf begann Christel Poll ihre künstlerische Arbeit in den 1930er Jahren mit naturalistischen Zeichnungen, Porträtstudien und Stillleben. Unter dem Eindruck ihrer ersten Italienreise trat die Naturnachahmung zugunsten des Malerischen in den Hintergrund. Noch vor Ausbruch des Zweiten Weltkriegs zeigte sich in ihren Werken die intensive Auseinandersetzung mit der internationalen Avantgarde. Insbesondere die lyrischen Landschaften Emil Noldes, die strukturierende Malweise Paul Cézannes und die auf Farbwirkung zielende Kunst Henri Matisses übten großen Einfluss auf ihre künstlerische Entwicklung aus. In den frühen 1950er Jahren legte Poll ihre stark farbigen Gemälde in flächigen Kompositionen an. Sie bediente sich in ihren Arbeiten der christlichen und mythologischen Ikonografie, malte aber auch alltägliche Szenen aus der durch Religiosität und Arbeit geprägten Lebenswelt Süditaliens. Ihre expressive Malerei dieser Zeit wies Parallelen zu den Arbeiten Werner Gilles auf, der seit 1936 regelmäßig die Sommer auf Ischia verbrachte. In den 1960er Jahren lösten sich die monochromen Farbflächen zugunsten eines neoimpressionistischen Spätstils auf, die Landschaft entwickelte sich zum dominanten Thema ihrer Malerei. In kurzen, pastosen Pinselstrichen legte Poll komplexe Farbteppiche über ihre Leinwände, die sich erst aus einiger Entfernung zu einem Bildganzen zusammenfügen.
Seit den 1950er Jahren arbeitete Christel Poll auch als Glas- und Mosaikkünstlerin mit eigener Werkstatt. Ihre Arbeiten sind noch heute in zahlreichen Kirchen, Schulen und Krankenhäusern, vorwiegend in Ostwestfalen, öffentlich zugänglich. Während ihre Mosaikarbeiten größtenteils christliche Themen behandeln, ist ihre Glasmalerei abstrakt und zeichnet sich durch kräftige Farbtöne aus.

## Einzelausstellungen
- 1950: Studio für Neue Kunst, Wuppertal
- 1953: Christel Poll. Gemälde. Aquarelle. Zeichnungen. Mosaiken, Städtisches Kunsthaus, Bielefeld
- 1958: Christel Poll. Bilder aus Italien. Mosaiken, Ausstellungsräumen der Stadtverwaltung am Abdinghof, Paderborn
- 1969: Landesbibliothek, Fulda
- 1970: Pädagogische Hochschule, Paderborn
- 1971: Christel Poll. Ölbilder aus Italien, Galerie Pianohaus Rehbock, Düsseldorf
- 1975: Christel Poll. Ölbilder – Aquarelle – Zeichnungen, Städtische Galerie, Paderborn
- 1982: Christel Poll. Ölbilder, Aquarelle, Zeichnungen, Kunstverein, Paderborn
- 2014–2015: Christel Poll (1914-1992). Im Licht des Südens. Gemälde, Aquarelle und Mosaiken, Kunststiftung Poll, Berlin

## Gruppenausstellungen
- 1939: Landschaften, zusammen mit Hermann Poll, Städtisches Kunsthaus, Bielefeld
- 1943: Drei Frauen schaffen Schrift und Bild – Christel Poll. Leonore Goebell. Johanna Schmidt, Landesbibliothek, Fulda
- 1943: Verein Berliner Künstlerinnen, Galerie von der Heyde, Berlin
- 1946: 40 Jahre Bielefelder Kunst, Städtisches Kunsthaus Rudolf-Oetker-Halle, Bielefeld
- 1946: Erste Grosse Kunstausstellung Rhein-Ruhr, Arnsberg
- 1946: Christel Poll. Gemälde – Aquarelle, zusammen mit Hermann Poll, Kunstsalon Otto Fischer, Bielefeld
- 1947: Deutsches Buchschaffen, Bielefeld
- 1947: Erste Landesausstellung. Künstlerbekenntnisse unserer Zeit, veranstaltet vom Kulturbund zur demokratischen Erneuerung Deutschlands, Landesverband Nordrhein-Westfalen, Kunsthalle Düsseldorf
- 1947: Junge Künstler zwischen Rhein und Weser, veranstaltet vom Kulturamt der Stadt Recklinghausen in Verbindung mit dem Vestischen Museum, Althoffhaus Recklinghausen
- 1948: V. Kunstausstellung. Westfälische Maler und Bildhauer der Gegenwart, Freie Künstlergemeinschaft „Die Schanze“ e. V. in Verbindung mit den kulturellen Veranstaltungen zum Gedenktag „300 Jahre Westfälischer Friede“, u. a. mit Hermann Poll und Emil Schumacher
- 1947: Religiöse Kunst, u. a. mit Jenny Mucchi-Wiegmann, Kunsthaus, Bielefeld
- 1949: Zweite Landesausstellung des Kulturbundes, Kunsthalle Düsseldorf
- 1949: Zweite Ausstellung des Westdeutschen Künstlerbundes e.V., Karl-Ernst-Osthaus-Museum, Hagen
- 1950: Dritte Ausstellung des Westdeutschen Künstlerbundes e.V., Karl-Ernst-Osthaus-Museum, Hagen
- 1951: Christel und Hermann Poll. Gemälde – Aquarelle – Pastelle, Suermondt-Museum, Aachen
- 1952: Vierte Ausstellung Westdeutscher Künstlerbund, Karl-Ernst-Osthaus-Museum, Hagen
- 1953: Die Malerin und Bildhauerin, Kunsthalle Düsseldorf
- 1955: Ischia im Bilde deutscher Maler unserer Zeit. Eine von der Società Dante Alighierie und dem Heidelberger Kunstverein gemeinsam veranstaltete Ausstellung im Gartenhaus des Kurpfälzischen Museums Heidelberg, u. a. mit Werner Gilles, Hermann Poll und Ida Kerkovius
- 1955: Ischia. Nella Visione di Artisti Tedeschi Contemporanei, Salone delle Mostre del Grand Hotel Royal, Neapel
- 1959: Italienische Inspirationen
- 1967: 17. Winterausstellung der Bildenden Künstler von Rheinland und Westfalen, Museum Kunstpalast, Düsseldorf
- 1970: Christel Poll und Heinz Hollenhorst, Pädagogische Hochschule, Paderborn
- 1971: 1947 / 1971. 25 Jahre danach, Kunstverein Paderborn
- 1971: Künstlerselbstbildnisse, Galerie Pels-Leusden, Berlin
- 1979: Westdeutscher Künstlerbund, Karl-Ernst-Osthaus-Museum, Hagen
- 1990: Paderborner Künstler der Nachkriegszeit, Paderborn
- 1990: Premio Agrigento, Agrigent
- 2005: Spurensicherung – Zwischen Figuration und Abstraktion. Christel Poll – Becky Sandstede – Hermann Kirchberger, Galerie Eva Poll, Berlin
- 2006: Spurensicherung – Zwischen Figuration und Abstraktion. Christel Poll – Becky Sandstede – Hermann Kirchberger, Galerie im Wilhelm-Morgner-Haus, Soest

## Kunst am Bau
- Mosaik, Lutherschule, Paderborn, ca. 1955
- Mosaik, Elisabethschule Paderborn, 1957
- Glasfenster, Pfarrkirche, Höxter-Lüchtringen, 1960
- Glasfenster, Krankenhauskapelle, Halle/Westfalen, 1960 (1998 entfernt)
- Glasfenster, Pfarrkirche, Zinnwald/Erzgebirge, 1966
- Mosaik, Liboriuskirche, Bielefeld, ca. 1968